# Келлер, Ганс (ныряльщик)
Ганс Келлер (нем. Hans Keller; 20 сентября 1934, Винтертур, Цюрих — 1 декабря 2022, Нидерглат) — швейцарский учёный, рекордсмен глубоководных погружений, в дальнейшем — предприниматель.

## Биография
Келлер изучал философию, математику и теоретическую физику в Цюрихском университете. Он заинтересовался глубоководными погружениями и составил таблицы декомпрессии в условиях дыхания газовой смесью. В этом ему помог учёный Альберт Бюльман, предложивший необходимые составы смесей. Келлер предположил, что ныряльщик может дышать смесью газов, отличной от тех, из которых состоит атмосферный воздух и это позволит преодолеть ограничения по глубине, налагаемые физиологией человека. Келлер считал что переход от лёгкого газа (гелия) к тяжёлому (азот) в нужный момент позволяет ускорить декомпрессиию. В 1959 году Келлер с успехом проверил свои идеи в Цюрихском озере, достигнув там глубины в 120 м. 
В 1960 году он разработал математические модели и таблицы декомпрессии, проведя сотни тысяч расчётов на компьютере IBM 650. Он опубликовал около четырехсот различных таблиц для глубин до 430 м. Параллеьно с этим Келлер совершал всё новые погружения. Келлер встретился с руководством ВМС США, однако несмотря на интерес военно-морских экспертов к его работам, его просьба о финансировании была отклонена. Келлер при помощи Жака-Ива Кусто обратился к руководству французского флота. Те также отказали в финансировании но предоставили Келлеру доступ к гипербарической симуляционной камерее  Группы подводных исследований (GERS) в Тулоне. При помощи камеры он 6 ноября 1960 года достиг глубины в 250 м а 25 апреля 1961 года он достиг глубины 300 м, побив тем самым мировой рекорд по погружениям в воду. 
28 июня 1961 года Келлер совершил погружение в озере Лаго-Маджоре, достигнув глубины в 222 м и поднялся без происшествий после 45 минут погружения. Тем самым он установил новый мировой рекорд по погруженям в открытой воде.  
3 декабря 1962 года Келлер установил новый мировой рекорд, достигнув глубины в тысячу футов (300 м) у побережья острова Санта-Каталина в Калифорнии, однако при этом погиб сопровождавший его при погружении журналист Питер Смолл. Бросившийся на помощь Келлеру и Смоллу ныряльщик Крис Уиттакер пропал без вести. Жена Смолла, не вынеся горя, покончила с собой. 
Декомпрессионные камеры, разработанные Келлером, получили в дальнейшем некоторое распространение, их приобретали больницы и руководства различных флотов. 
В дальнейшем Келлер стал предпринимателем. Он разработал костюмы для профессионального спорта, в частности для катания на лыжах. Их пользователи завоевали множество олимпийских медали и призов на мировых соревнованиях. Японская компания Descente5 купила лицензию у Келлера на производство спортивных костюмов, а затем скупила и весь «спортивный» сектор Келлер». 
С 1970 года Келлер занялся сферой информационных технологий. В 1974 году он основал компанию Keller SA, которая стала мировым лидером в производстве изолированных датчиков давления, основанных на пьезорезистивной технологии.
Келлер также занимался компьютерным бизнесом и разработкой программного обеспечения. В 1970-х Келлер продал свою линию компьютеров, в 1980 годах был крупнейшим дистрибьютором компьютеров IBM в Швейцарии. Среди разработанных им программных продуктов — Witchpen, Ways for Windows и Wizardmaker, было продано около 3 млн. экземпляров. Также он управлял Visipix, самым большим онлайн-музеем изобразительного искусства и фотографий, обладающим 1,3 млн экспонатов, все они полностью свободны для любого использования. Также он — пианист-любитель, выпустил два CD-диска и время от времени выступал на публике, собирая аудиторию свыше 2 тыс. слушателей.
С 2009 года Келлер входил в наблюдательный совет Historical Diving Society (США).
Скончался 1 декабря 2022 года.